# Gumel
Gumel is een plaats, LGA en traditionele emiraat in het noorden van de Nigeriaanse staat Jigawa. De plaats ligt in het middelste gedeelte van de geografische regio Soedan. Gumel ligt 120 kilometer ten noordoosten van Kano en ongeveer 20 kilometer ten zuiden van de noordgrens van Nigeria met Niger.
De LGA Gumel telde in 2016 naar schatting 142.200 inwoners op een oppervlakte van 237,9 km².

## Geschiedenis
Het emiraat werd omstreeks 1750 gesticht door Dan Juma uit de stad Kano en zijn volgelingen van de Manga-stam (Mangawa). Kort na zijn dood in 1754 werd het schatplichtig aan het koninkrijk Bornu. Het emiraat overleefde de Fula jihads van Usman dan Fodio in het begin van de 19e eeuw en werd nooit een deel van het Fulani-rijk van Sokoto. In 1845 werd de hoofdstad van het emiraat Gumel verplaatst van Tumbi (in het huidige Niger) naar de huidige locatie. Op 13 maart 1851 heeft de Duitse ontdekkingsreiziger Heinrich Barth de stad aangedaan tijdens zijn reis vanuit Kano naar Kukawa. Hij beschreef de stad als welvarend, met ongeveer 12.000 inwoners.
Oorlogen met de nabijgelegen steden Hadejia, Danzomo, Kano en Zinder (Damagaram) teisterden het emiraat vanaf 1828. De oorlog met Hadejia duurde voort totdat emir Abdullahi van Gumel in 1872 in de strijd werd gedood. Slavenaanvallen tegen het einde van de 19 eeuw door Damagaram hebben voor een verdere ontvolking van Gumel gezorgd. Emir Ahmadu onderwierp zich in 1903 aan de Britten en het emiraat Gumel werd opgenomen in de provincie Kano. In 1976 werd het onderdeel van de staat Kano en sinds 1991 maakt het deel uit van de staat Jigawa.

## Economie
De stad Gumel is een belangrijk marktcentrum in deze omgeving en dient als verzamelpunt voor pinda's (aardnoten), die per spoor naar de stad Kano worden vervoerd voor export. Gierst en sorghum zijn het hoofdvoedsel voor de bevolking. In de lokale omgeving worden kalksteen en diatomeeënaarde lokaal geëxploiteerd.